# Stauracanthus genistoides
Genre
Espèce
Stauracanthus genistoides est une espèce de plantes à fleurs dicotylédones de la famille des Fabaceae, sous-famille des Faboideae, originaire du Sud-Ouest de l'Europe. C'est l'unique espèce acceptée du genre Stauracanthus (genre monotypique).

## Taxinomie

### Synonymes
Selon Flora iberica :
- Genista lusitanica   L., Sp. nom. rejic. prop.
- Stauracanthus aphyllus   Link (1808)
- Stauracanthus aphyllus f. spartioides (Webb) Samp. (1911)
- Stauracanthus genistoides f. spartioides (Webb) Samp. (1924)
- Stauracanthus genistoides subsp. aphyllus (Link) Rothm. (1941)
- Stauracanthus lusitanicus   (L.) Cubas (1984)
- Stauracanthus spartioides   Webb (1852)
- Stauracanthus spartioides var. willkommii Webb  (1852)
- Ulex aphyllus   (Link) Willk.  (1877)
- Ulex genistoides   Brot. (1804) (basionyme)
- Ulex genistoides f. spartioides (Webb) C. Vicioso (1946)
- Ulex genistoides var. spartioides (Webb) C. Vicioso (1962)
- Ulex genistoides f. willkommii (Webb) C. Vicioso (1962)
- Ulex spartioides   (Webb) Nyman (1855)
- Ulex spartioides var. willkommii (Webb) Willk. (1877)

### Liste des sous-espèces
Selon Catalogue of Life (13 novembre 2018) :
- Ulex genistoides subsp. genistoides
- Ulex genistoides subsp. spectabilis